# Roberto Einaudi
Roberto Einaudi (Dogliani, 12 agosto 1906 – Dogliani, 26 luglio 2004) è stato un ingegnere e imprenditore italiano.
Figlio di Luigi, presidente della Repubblica Italiana e di Ida Pellegrini, fratello minore del politologo Mario e fratello maggiore dell'editore Giulio. Fu co-fondatore con Agostino Rocca della Techint. In memoria del padre collaborò a creare nel 1964 la Fondazione Luigi Einaudi di Torino.

## Biografia

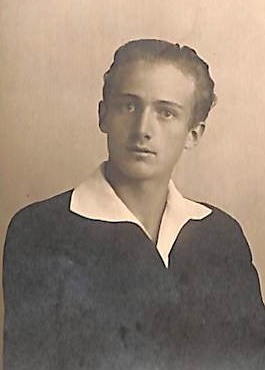
Roberto Einaudi (1906-2004)

Nato nel 1906 a Dogliani, in provincia di Cuneo, dopo aver frequentato, come i fratelli, il Liceo d'Azeglio, si laureò in Ingegneria elettronica al Politecnico di Torino nel 1926.
Nel 1937 sposò Luisa Fichera da cui ebbe tre figli: Paola, Roberta e Lorenzo. Morì a Dogliani il 26 luglio 2004.

## Carriera
Nel 1931 venne assunto alla Sofindit , successivamente passò all’Ufficio studi della Dalmine e fino al 1939 fu segretario del Piano autarchico della siderurgia. Divenne poi direttore tecnico della Finsider, funzionario dell'IRI-nord e, dopo la liberazione, fu nominato commissario dell'IRI. Co-fondatore con Agostino Rocca della Techint, ricoprì altresì la carica di presidente onorario della San Faustin finanziaria .

## Altre attività
Tra il 1929 e il 1935 venne più volte fermato e arrestato per attività antifascista .  
Nel 1964, per conservare ed accrescere la biblioteca paterna e consentirne l'accesso agli studiosi, creò, insieme alla madre e ai fratelli, a Torino la Fondazione Luigi Einaudi, nel cui Consiglio di amministrazione e, in seguito, nel Comitato esecutivo, egli rappresentò la famiglia Einaudi ininterrottamente dalla costituzione alla sua scomparsa .
Per diversi anni fu nel Consiglio di amministrazione della Casa editrice Einaudi, fondata dal fratello Giulio e, dagli anni ’50 fino alla crisi del 1983, intervenne finanziariamente in suo aiuto .
Si occupò, infine, di gestire a Dogliani l’azienda viti-vinicola fondata dal padre Luigi e oggi gestita dai nipoti.

## Opere
- Determinazione del grado d'autarchia del tubo di acciaio senza saldatura, del tubo in cemento-amianto e del tubo misto il lamiera di acciaio e cemento-amianto”, in «Acqua e Gas», a. XXVI, n. 9, sett. 1937.
- Grado di autarchia delle tubazioni per acquedotto”, in «La metallurgia italiana», n. 3, 1938.